# 桑格莱拉克
桑格莱拉克（法語：Singleyrac，法語發音：[sɛ̃ɡlɛʁak]）是法国多尔多涅省的一个市镇，属于贝尔热拉克区。

## 地理
桑格莱拉克（44°44'12"N, 0°27'52"E）面积7.09 平方千米，位于法国新阿基坦大区多爾多涅省，该省份为法国西南部内陆省份，是法國本土面积第三大的省，大致对应佩里戈尔地区，北起顺时针与夏朗德省、上维埃纳省、科雷兹省、洛特省、洛特-加龙省、吉倫特省和滨海夏朗德省接壤。
与桑格莱拉克接壤的市镇（或旧市镇、城区）包括：鲁菲尼亚克-德锡古莱斯、里巴尼亚克、萨迪亚克、拉扎克代梅、圣于连-伊诺桑斯-厄拉利、锡古莱斯和弗洛雅克、弗洛雅克。

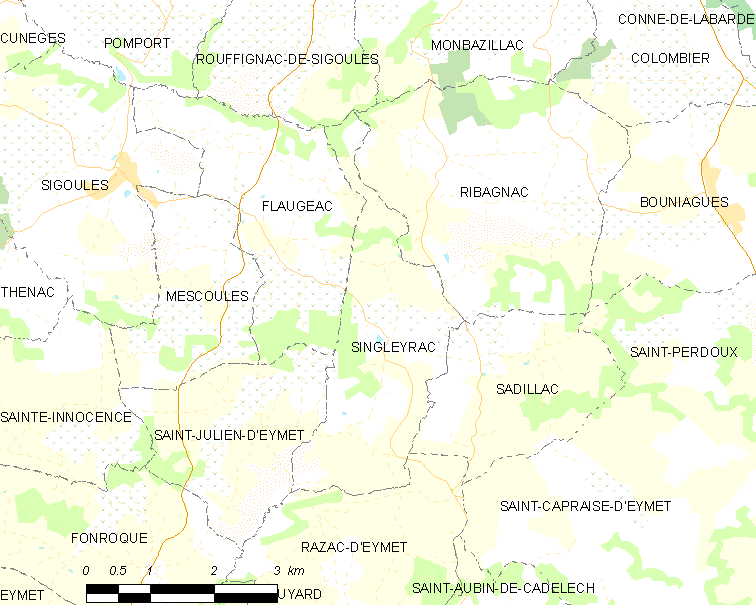
桑格莱拉克的OSM定位图

桑格莱拉克的时区为UTC+01:00、UTC+02:00（夏令时）。

## 行政
桑格莱拉克的邮政编码为24500，INSEE市镇编码为24536。

## 政治
桑格莱拉克所属的省级选区为南贝尔热拉库瓦县。

## 人口

1962-2008年间桑格莱拉克人口变化图示

桑格莱拉克于2022年1月1日时的人口数量为314人。